# (38632) 2000 KX36
2000 كي أكس 36 (ويعرف أيضًا باسم (38632) 2000 كي أكس 36 وفق تسمية الكوكب الصغير) (بالإنجليزية: 2000 KX36)‏ هو كويكب ضمن حزام الكويكبات؛ وترتيبه 38632 من حيث الاكتشاف.
اكتُشف هذا الجُرم الفلكي بواسطة بحث لنكولن عن الكويكبات القريبة من الأرض في 29 مايو 2000.

## وصلات خارجية
- (38632) 2000 KX36 في قاعدة بيانات مختبر الدفع النفاث لأجرام النظام الشمسي الصغيرة

- الاكتشاف · مخطط المدار ·  العناصر المدارية · المعلمات المادية

- (38632) 2000 KX36 على موقع ويكي سكاي: DSS2, SDSS, GALEX, IRAS, Hydrogen α, X-Ray, Astrophoto, Sky Map, Articles and images